# Mazda RX-500
La Mazda RX-500 è una concept car costruita dalla casa automobilistica giapponese Mazda e presentata nel 1970 al Salone dell'automobile di Tokyo.

## Contesto
Era una coupé sportiva due posti con le porte che si aprivano ad ali di gabbiano. In realtà venne progettata per raccogliere dati sulla sicurezza stradale. Nella parte posteriore vennero montate delle piccole luci multicolore che segnalavano all'automobile che la seguiva quando accelerava, rallentava o raggiungeva la velocità di crociera.
Aveva un doppio rotore Wankel da 982 cm³, montato sull'asse posteriore, che era in grado di sviluppare una potenza massima di 247 CV. Poteva scattare da 0 a 100 km/h in 5,1 secondi e raggiungere i 241 km/h.
Venne restaurata per il Salone dell'automobile di Tokyo del 2009 e venne esposta anche al Goodwood Festival of Speed del 2014. In seguito è stata esposta al museo dei trasporti di Hiroshima.